# موزه ملی تحصیل جمهوری آذربایجان
موزه ملی تحصیل جمهوری آذربایجان (به ترکی آذربایجانی: Azərbaycan Respublikası Milli Təhsil Muzeyi) در خیابان «نیازی»، پلاک ۱۱ شهر باکو، پایتخت جمهوری آذربایجان قرار دارد. 

## در مورد موزه
این موزه در سال ۱۹۳۲ بنیان‌گذاری شد. موزه، ابتدا در منزل شخصی میلیونر خیّر آذربایجانی «حاجی زین‌العابدین تقی‌اف» که، بعد از برقراری حکومت شوروی در آذربایجان، از دست وی مصادره گردیده‌بود، قرار می‌گرفت. 

## نمایشگاه
در نمایشگاه اول موزه، از قرآنی متعلق به قرن ۱۳ که، از قرن ۸ الی سال‌های ۲۰ قرن ۲۰ در دبستان‌ها و مدارس به‌عنوان کتاب درسی مورد استفاده قرار می‌گرفت، نگهداری می‌گردد. علاوه بر این، ظروف جوهر، قوطی‌های نگهداری از قرآن، کتاب‌های قرآن و قلمدانی که از مدرسه تشکیل شده از سوی «م.ت.سدقی» در سال ۱۸۹۴ در نخجوان به جای مانده‌است، در معرض نمایش گذاشته شده‌اند.